# Veronica Smedh
Veronica Smedh (* 8. Oktober 1988 in Sundsvall) ist eine ehemalige schwedische Skirennläuferin. Sie war auf die Disziplinen Slalom und Riesenslalom spezialisiert.

## Biografie
Veronica Smedh nahm im Dezember 2003 erstmals an FIS-Rennen teil, Einsätze im Europacup folgten ab Dezember 2004. Am 10. November 2007 bestritt sie ihr erstes Weltcup-Rennen, den Slalom auf der Steiermark. Bei den Juniorenweltmeisterschaften 2008 im spanischen Formigal verpasste sie zweimal knapp die Medaillen (Vierte im Riesenslalom, Fünfte im Slalom). Die Saison 2007/08 des Europacups beendete sie als Fünfte der Gesamt- und Zweite der Slalomwertung.
Weltcuppunkte gewann Veronica Smedh zum ersten Mal am 15. Februar 2008, als sie im Slalom in Zagreb auf Platz 22 fuhr. Ihr bisher bestes Ergebnis ist ein 13. Platz in einem Riesenslalom, erzielt am 13. Dezember 2008 in La Molina. Dieses Ergebnis ist auch ihr bislang letzter Punktegewinn im Weltcup, denn danach konnte sie sich in keinem Rennen mehr für den zweiten Durchgang qualifizieren. Seit der Saison 2009/2010 bestreitet sie daher nur noch wenige Weltcuprennen und startet wieder vermehrt im Europacup. Am 7. Februar 2013 gelang ihr der erste Sieg in einem Europacuprennen.

## Erfolge

### Weltmeisterschaften
- Val-d’Isère 2009: 30. Riesenslalom

### Junioren-Weltmeisterschaften
- Bardonecchia 2005: 23. Slalom, 39. Riesenslalom, 55. Super-G
- Québec 2006: 9. Slalom, 24. Riesenslalom, 53. Super-G
- Altenmarkt/Flachau 2007: 13. Kombination, 25. Riesenslalom, 28. Slalom, 34. Super-G, 53. Abfahrt
- Formigal 2008: 4. Riesenslalom, 5. Slalom, 22. Super-G

### Weltcup
- 2 Platzierungen unter den besten 20

### Europacup
- Saison 2007/08: 5. Gesamtwertung, 2. Slalom-Wertung, 8. Riesenslalom-Wertung
- Saison 2010/11: 9. Riesenslalom-Wertung
- Saison 2011/12: 8. Slalomwertung
- 7 Podestplätze, davon 1 Sieg

| Datum           | Ort      | Land    | Disziplin  |
| --------------- | -------- | ------- | ---------- |
| 7. Februar 2013 | Innichen | Italien | City Event |

### Weitere Erfolge
- 3 schwedische Meistertitel (Superkombination 2007, Parallelslalom 2007 und 2008)
- 16 Siege in FIS-Rennen